# 3846 Hazel
3846 Hazel eller 1980 TK5 är en asteroid i huvudbältet som upptäcktes den 9 oktober 1980 av den amerikanska astronomen Carolyn S. Shoemaker vid Palomar-observatoriet. Den är uppkallad efter upptäckarens mor, Hazel A. Spellmann.
Asteroiden har en diameter på ungefär 22 kilometer.